# Simo Akrenius
Simo Huvi Akrenius (ur. 22 lipca 1949 w Helsinkach) – fiński judoka. Olimpijczyk z Monachium 1972, gdzie zajął dziewiąte miejsce w wadze średniej.
Siódmy na mistrzostwach świata w 1971; uczestnik zawodów w  1973 i 1975 roku. Trzykrotny mistrz kraju.

## Letnie Igrzyska Olimpijskie 1972
| Konkurencja | Eliminacje          | Repasaże           | Klas. końcowa |
| Konkurencja | Przeciwnik I        | Przeciwnik I       | Miejsce       |
| ----------- | ------------------- | ------------------ | ------------- |
| 80 kg       | Brian Jacks (GBR) P | Gerd Egger (FRG) P | 9.            |